# Argomento (filosofia)
L'argomento (o argomentazione) è il principale oggetto di studio della logica e in particolare dalla logica matematica.
Un argomento consiste di un insieme di proposizioni, in cui la verità di una di esse, chiamata conclusione è derivabile dalla verità delle altre, chiamate premesse o, in altre parole, la verità della conclusione deve essere giustificata dalla verità delle premesse, ad esempio:
- premessa1 Tutti gli uomini sono mortali
- premessa2 Socrate è un uomo
- conclusione Socrate è mortale

Ciascuna delle premesse può essere a sua volta conclusione di un altro argomento ad eccezione delle proposizioni dette assiomi di una disciplina scientifica sviluppata con il metodo assiomatico.
Vero o Falso, cioè i valori di verità, si applicano alle proposizioni ma non agli argomenti, mentre Valido o Invalido (detto anche fallace), cioè la validità (logica), si applica agli argomenti e non alle proposizioni.
Ci possono essere argomenti validi in cui sono presenti proposizioni vere e false come ad esempio:
- Tutti gli uomini sono immortali
- Socrate è un uomo
- Socrate è immortale

L'argomento è valido perché se le premesse fossero vere anche la conclusione dovrebbe essere vera. La sua validità è meglio evidenziata esaminando la sua struttura con i metodi della logica matematica:
- Ogni A è B
- C è A
- C è B

Un argomento può essere fallace anche se composto da proposizioni tutte vere come ad esempio:
- Se guido una macchina allora posso muovermi
- Io non guido una macchina
- Non posso muovermi

infatti posso muovermi anche a piedi. In simboli si direbbe:
- se A allora B
- non A
- non B

ma B può essere vero indipendentemente da A, per cui la conclusione nonB è falsa.